# L'Étrat
L'Étrat este o comună în departamentul Loire din sud-estul Franței. În 2009 avea o populație de 2.642 de locuitori.

## Evoluția populației
| An        | 1975  | 1982  | 1990  | 1999  | 2006  | 2009  |
| --------- | ----- | ----- | ----- | ----- | ----- | ----- |
| Populație | 2.147 | 2.309 | 2.524 | 2.519 | 2.699 | 2.642 |